# Inner Party
No mundo de Nineteen Eighty-Four de George Orwell, a superpotência Oceania é dividida em três "classes": o Inner Party ("Partido Interno"), o Outer Party ("Partido Externo") e as "proles" (claramente uma abreviatura de "proletariado"). O Inner Party controla o Ingsoc e a "Polícia do Pensamento", e mantém todos os pertencentes ao Partido Externo sob supervisão direta  através de tecnologias como as teletelas, enquanto as proles vivem em condições relativamente benignas, ainda que na absoluta miséria.

## Condições de vida
O Partido Interno representa a classe política oligárquica na Oceania. Geralmente é representado pelo Grande Irmão. Os membros do Partido interno gozam de uma qualidade de vida muito melhor do que a dos membros do Partido Externo e da prole. As teletelas em suas casas podem ostensivamente serem desligadas (por até 30 minutos a uma hora); no entanto, essa revelação pode ser uma mentira para Winston e Julia, já que as conversas que eles tiveram depois que O'Brien desligou sua tela eletrônica foram mais tarde reproduzidas para eles de qualquer maneira.
Os membros do Partido Interno também têm acesso a habitações espaçosas, funcionários pessoais, veículos motorizados privados (os veículos a motor são altamente restritos e não são permitidos para o Partido Externo ou para a Prole) e alimentos, bebidas e bens de consumo de alta qualidade em contraste com o gim de baixa qualidade, café sintético e cigarros fabricados incorretamente consumidos pelos membros do Partido Externo e pela Prole. Os membros do Partido Interno têm acesso ao vinho, bem como café, chá, açúcar, leite e cigarros bem feitos. Os bairros do Partido Interno são mantidos limpos e apresentáveis, em comparação com os bairros do Partido Externo e da Prole.
Os membros prospectivos do Partido Interno são selecionados em uma idade jovem de acordo com uma série de testes; a origem racial e o patrimônio familiar não têm importância neste processo, desde que sua lealdade seja comprovada. O livro de Goldstein afirma que uma criança nascida de pais do Partido Interno não nasce automaticamente no Partido Interno e que todos os grupos raciais na Oceania, incluindo "judeus, negros e sul-americanos de sangue indiano puro" estão representados nas fileiras. Visualmente, os membros do Partido Interno são sempre identificáveis em público por seus macacões pretos. Nenhum membro do Partido Externo ou da Prole podem se aventurar nos bairros do Partido Interno sem a permissão de um membro do Partido Interno.
No romance, O'Brien é o único personagem que Winston conhece e é membro do Partido Interno.
O livro de Goldstein explica o raciocínio subjacente às divisões de classe na Oceania, mas o livro é encontrado por um comitê do Partido Interno que O'Brien fazia parte.